# Ivan Levynskyi

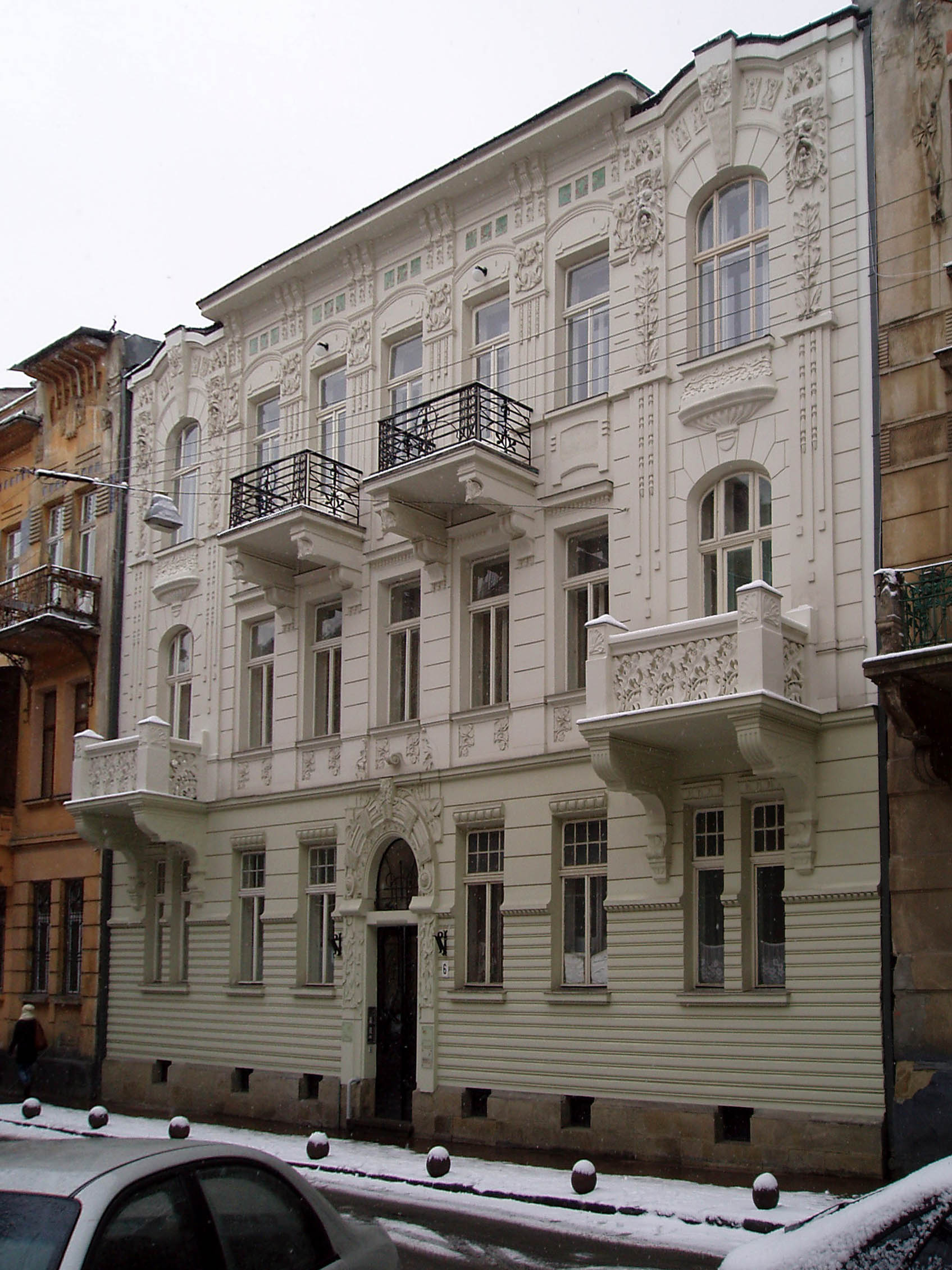
Edifício ricamente ornamentado por Levynskyi em Akad. Bohomoltsia Str., Lviv. (hoje alberga o Centro de História Urbana da Europa Centro-Oriental)

Ivan Ivanovich Levynskyi (em ucraniano:  Іва́н Іва́нович Леви́нський; em polonês/polaco:  Jan Lewiński; em alemão:  Johann Lewiński; 6 de julho de 1851, Dolyna, agora Oblast de Ivano-Frankivsk -  4 de julho de 1919, Lviv) foi um arquitecto germano-ucraniano, professor, empresário e figura pública.

## Estilo arquitetónico

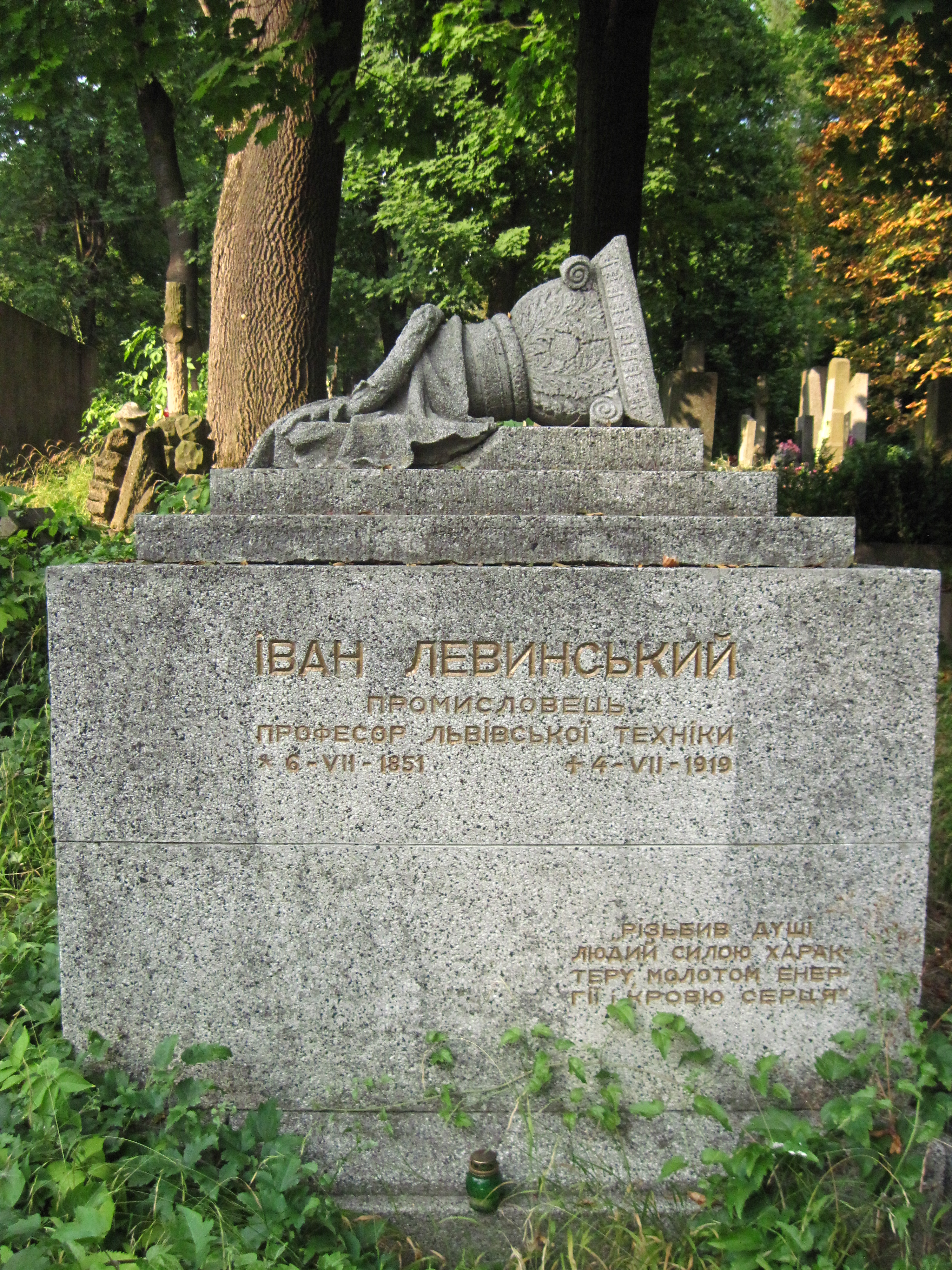
Túmulo de Levinskyi no cemitério Lychakivskiy

O estilo de Levinski combinou a arquitetura popular dos Cárpatos na Secessão de Viena. Ele projetou e construiu hospitais e sanatórios em toda a Galícia, incluindo em Horodenka, Kolomyia, Ternopil, Vorokhta, Zalishchyky e Zolochiv. Por exemplo, aqui na capital da Galícia, ele ajudou a projetar a maternidade (originalmente o hospital judaico Beth Hulim) na Rua Rapoport, incorporando símbolos orientais e judaicos ao estilo de arquitetura mourisca. A sua pièce de résistance, no entanto, continua a ser o espetacular Opera & Ballet Theatre de Lviv, no qual a sua construtora forneceu materiais locais para o empreendimento.